# Ermita de San Vicente de Pospozuelo (Fuentesoto)

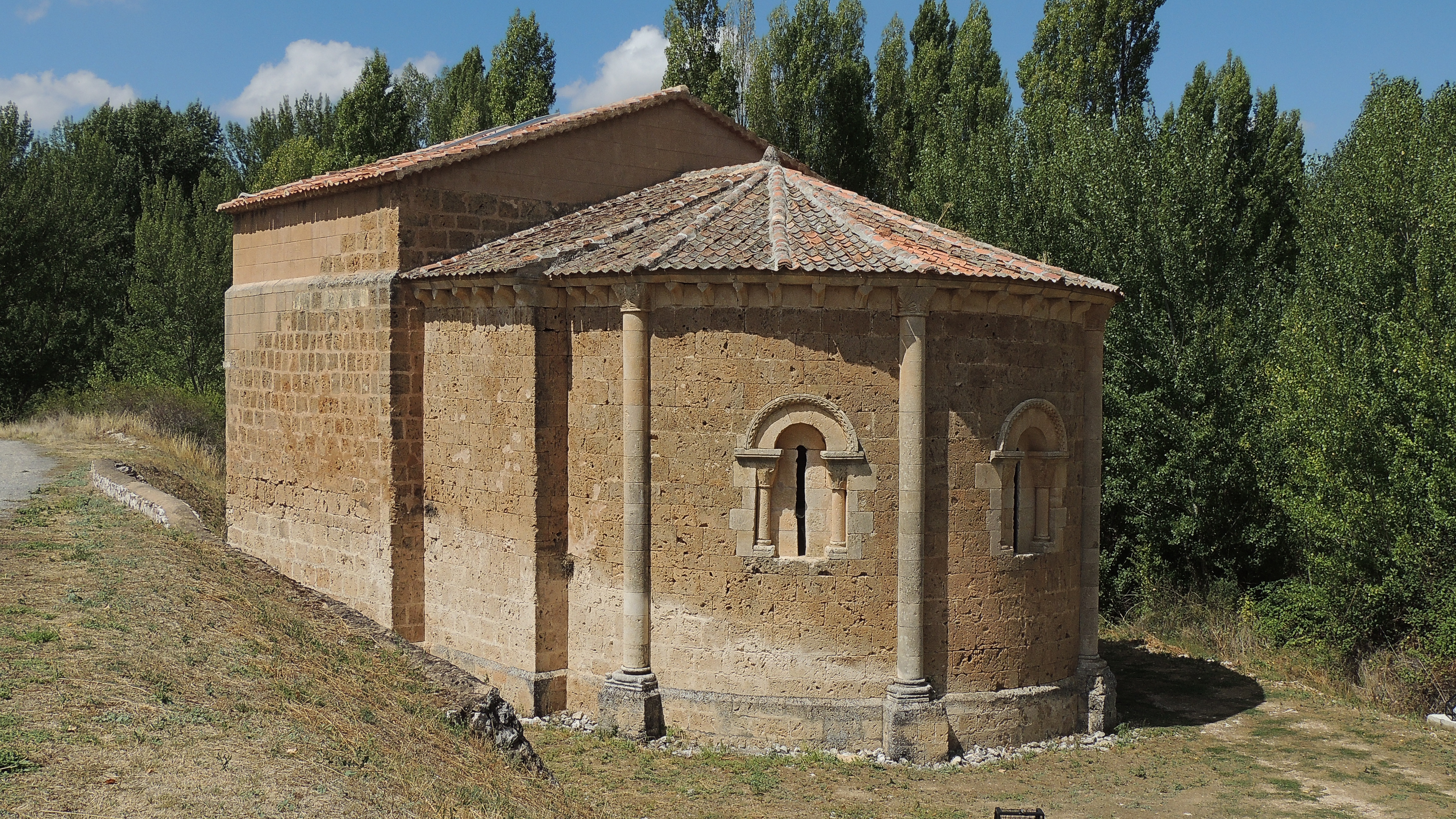
Ermita de San Vicente de Pospozuelo

La ermita de San Vicente es un templo católico con un ábside de estilo románico que data de finales del siglo XIII. Está situada a orillas de la carretera que une la localidad de Fuentesoto con Sacramenia, esta sito en el pueblo llamado Fuentesoto, cerca de dicho arroyo; perteneció y fue parroquia de un antiguo despoblado llamado de San Vicente de Pospozuelo. Tiene una sola nave cuya construcción fue añadida en el siglo XVII. El edificio fue restaurado en 1991 bajo la protección de la Consejería de Fomento de la Junta de Castilla y León. Hasta este momento la ermita permanecía sin cubierta en la nave y en estado totalmente ruinoso.

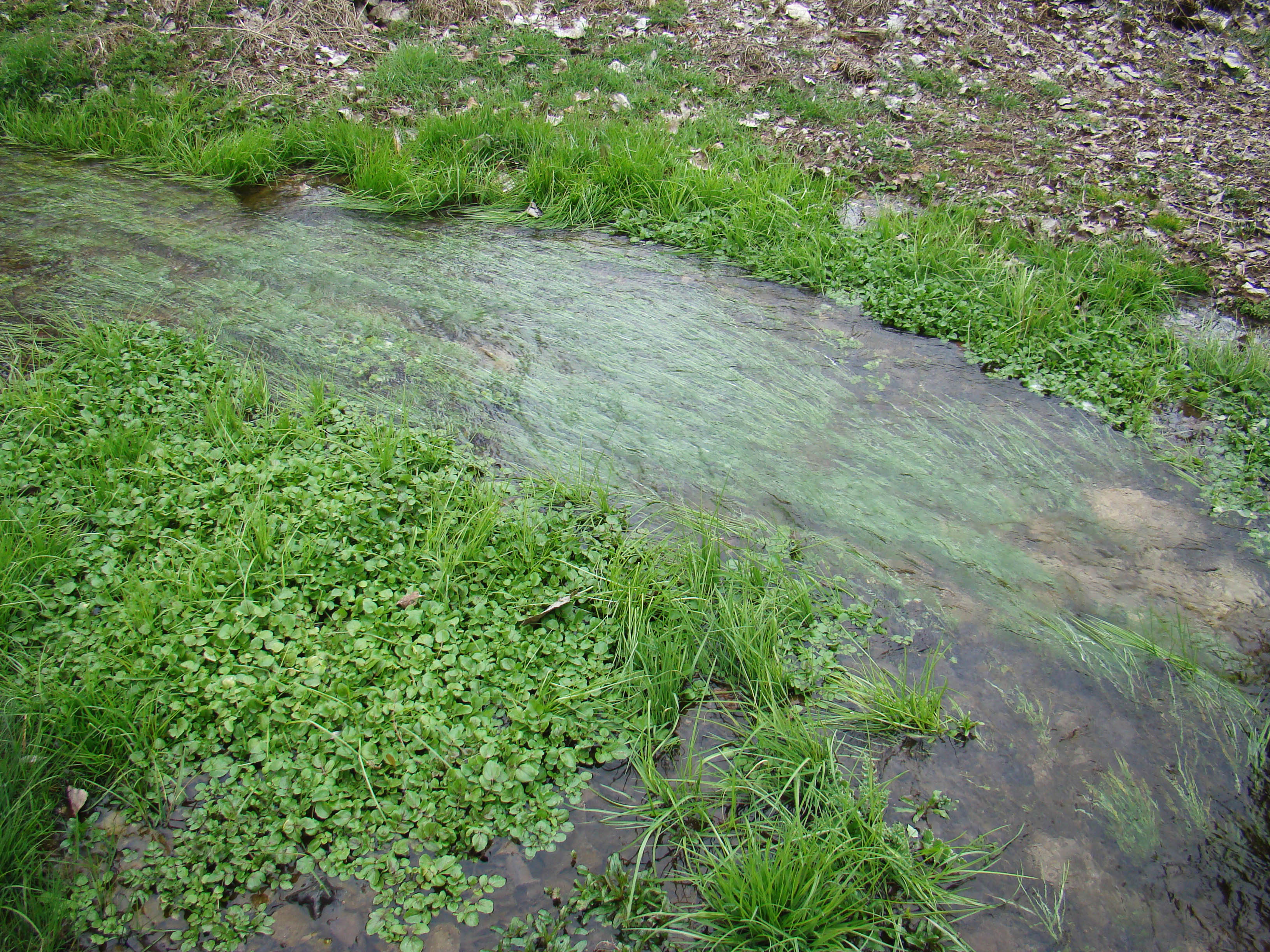
Arroyo de la Redonda
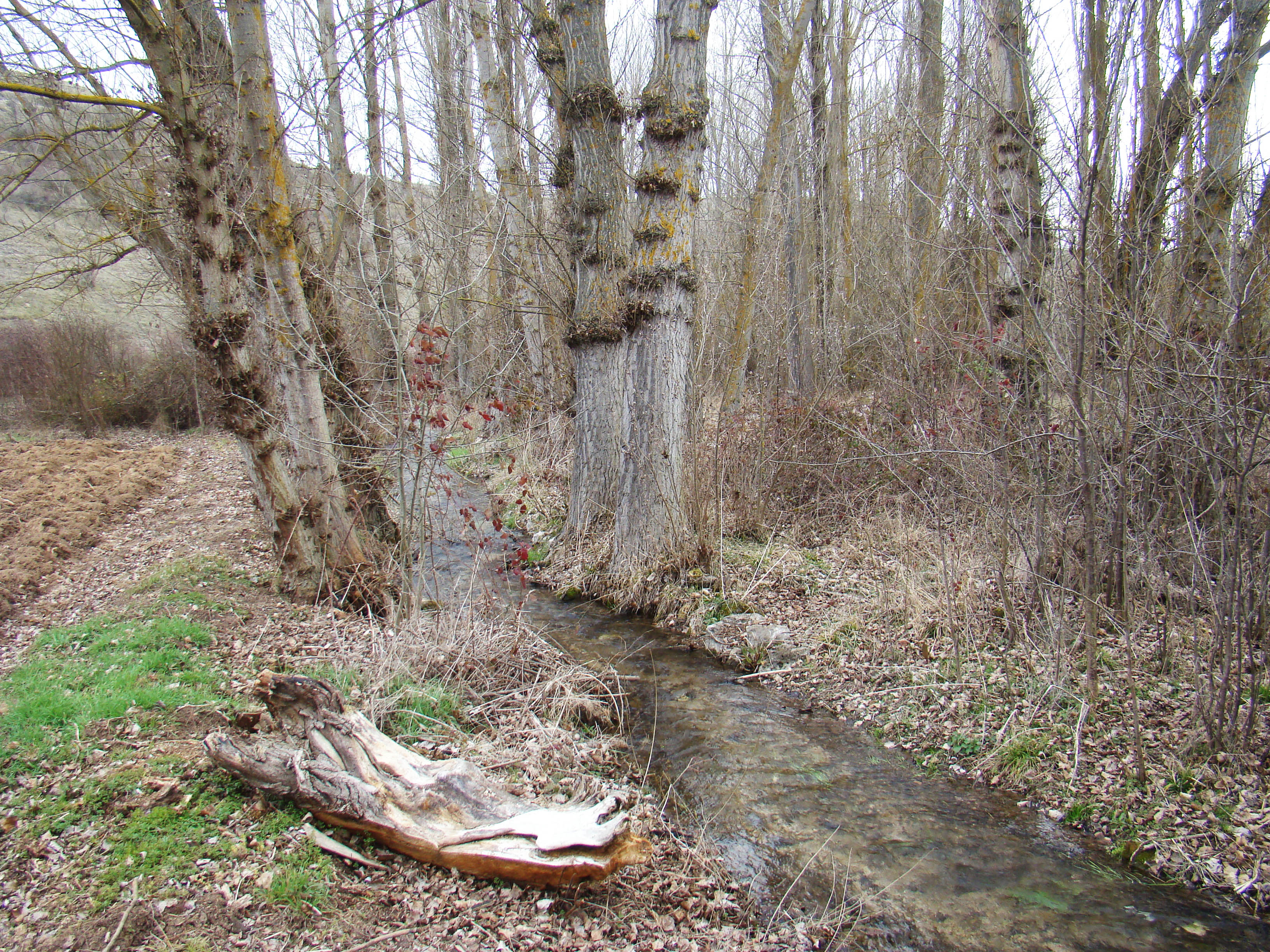
Arroyo de la Redonda

## Construcción románica y añadidos del siglo XVII
El ábside y tramo recto de esta ermita fueron construidos en estilo románico arcaizante a finales del siglo XIII y comienzos del XIV. Las obras debieron detenerse en ese punto, añadiendo tan solo parte de lo que habría sido el muro sur, de una altura de 1m. Estos cimientos salieron a la luz en la restauración de 1991 cuando en el transcurso de las obras se descubrió que estaba enterrado por debajo de la carretera trazada en los años 70 del siglo XX. También durante esos trabajos se pudo constatar el arranque del muro norte sin más continuación. Todo esto hizo suponer que la obra románica se había detenido utilizando solo el ábside, sin que ningún documento por el momento haya salido a la luz con alguna explicación de los hechos.
Así se mantuvo la iglesia hasta el siglo XVII en que se hizo una ampliación, dotando al edificio de una nave con cubierta de estructura de madera y teja, inclinada hacia el oeste; este añadido resistió mal el paso del tiempo y tuvo que ser reparado por completo en la restauración ya mencionada. Había desaparecido la armadura de madera y las tejas y los muros de mampostería estaban muy dañados contrastando con la obra románica que se mantenía casi intacta.

## Obras de restauración de 1991

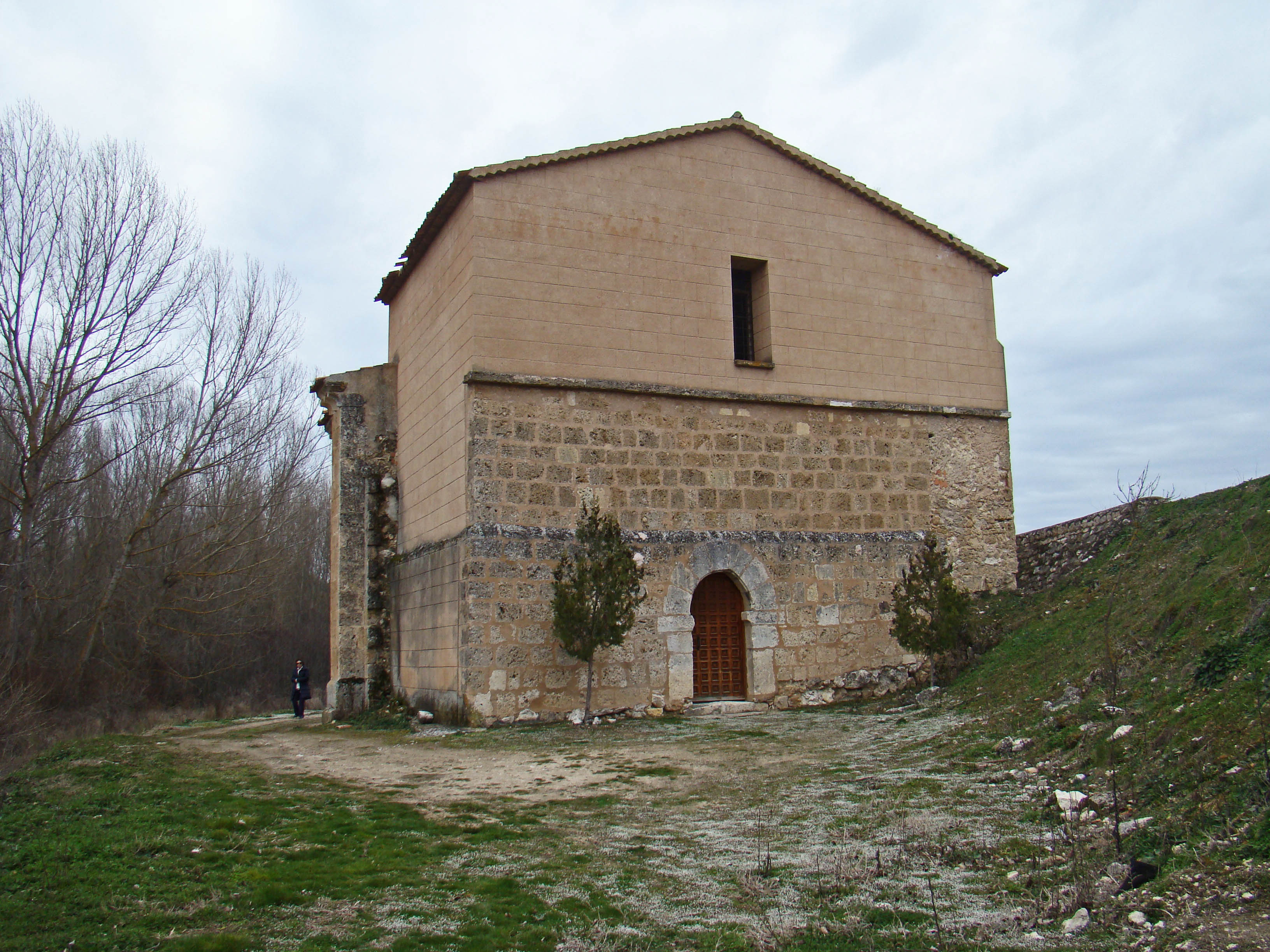
Fachada oeste con su nave rehecha en la restauración. Puerta de acceso a la ermita, recuperada

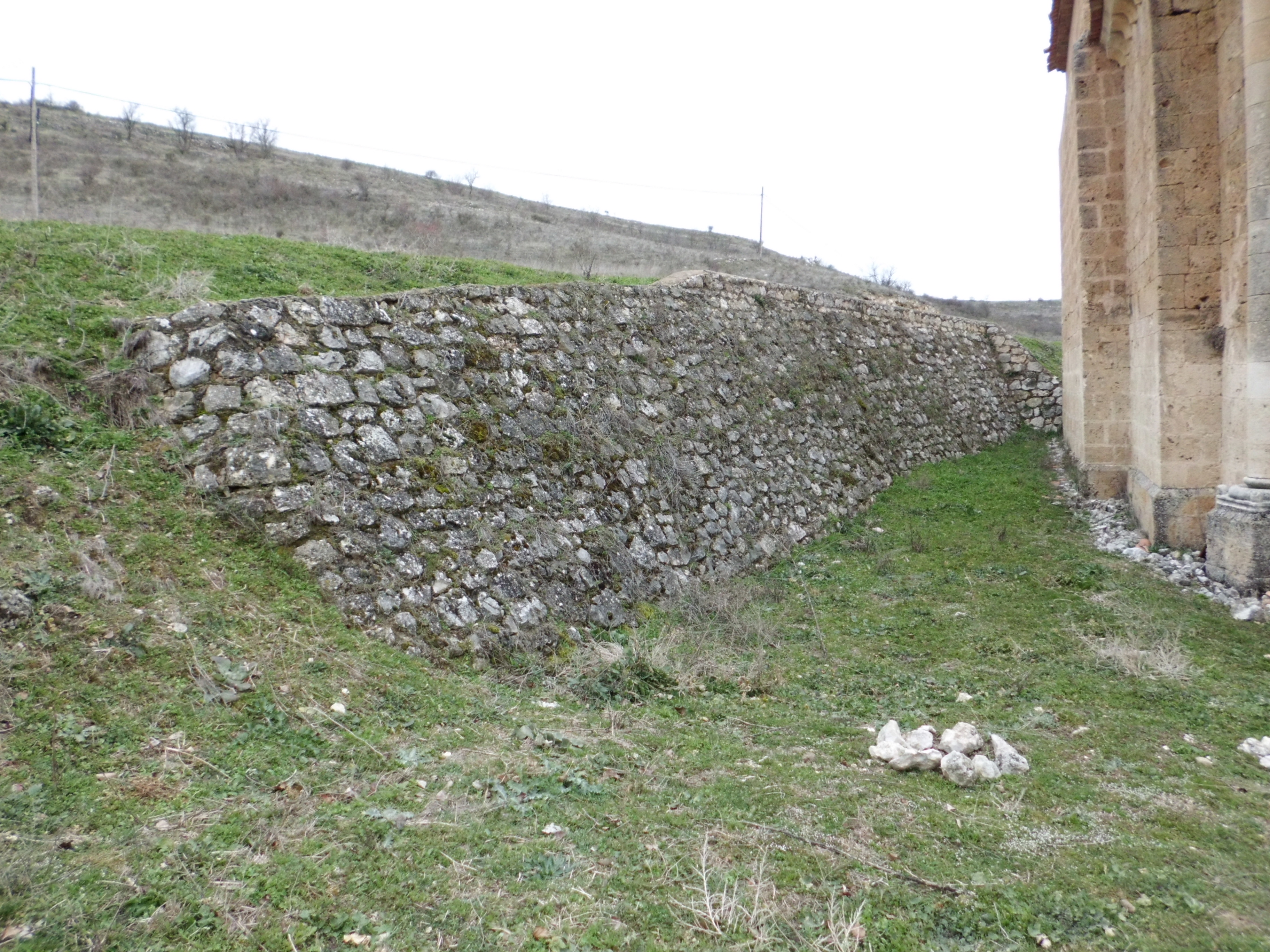
Muro de contención

En primer lugar se llevó a cabo un drenaje en todo el contorno de la ermita, salvo en el lado norte. A continuación se levantó un muro de protección hecho con mampostería, muy cercano a la curva de la carretera. Se levantaron para su limpieza y restauración las tejas del ábside y tramo recto y se volvieron a colocar, dispuestas a la segoviana. La piedra del ábside se limpió por el interior y por el exterior.
La parte añadida en el siglo XVII que era la más ruinosa fue rehecha casi en su totalidad, respetando los muros incompletos existentes y levantándolos hasta conseguir una altura adecuada, con material de ladrillo cerámico perforado. Se construyó una cubierta a dos aguas, con armadura de madera y tejas y dos tirantes de acero para ayuda de los empujes horizontales.
Se recuperó el hueco de la puerta del lado oeste tapando al mismo tiempo la del lado norte que había sido un añadido reciente.
El suelo del edificio era de tierra, salvo un pequeño espacio en torno al altar que era de losas. Estas losas fueron respetadas y consolidadas y el resto se cubrió con baldosas de barro sobre hormigón y pavimento de piedra. El interior fue revocado sin ningún tipo de pintura, manteniendo la piedra vista del ábside.

## Descripción del ábside románico
Es semicircular con un tejado cónico dividido en gajos y compuesto por tejas a la segoviana; la división de los gajos se hace con la teja cobija. Se distinguen en el ábside cuatro columnas con basa y capitel que descansan sobre un plinto que sobresale sobre el resto del zócalo. Las columnas dividen el hemiciclo en cinco partes y en las tres centrales se abren ventanas con arco de medio punto con dovelas lisas enmarcadas con chambrana de dibujo ajedrezado. Los capiteles tienen decoración vegetal sencilla. Los canecillos de la cornisa recorren también el tramo recto de la cabecera.

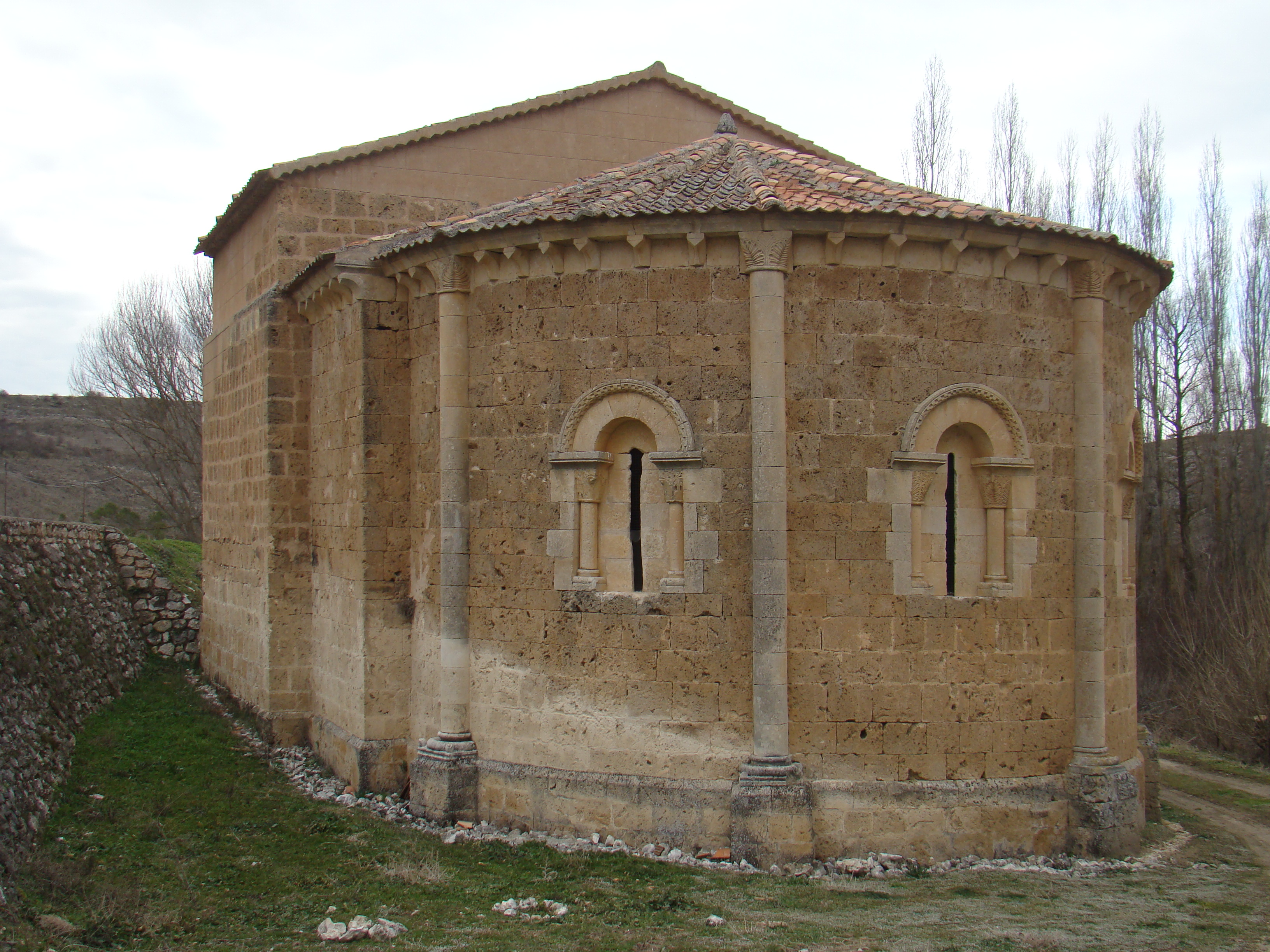
Ábside románico con la cubierta de tejas la segoviana que se dividen en gajos y forman un tejado cónico
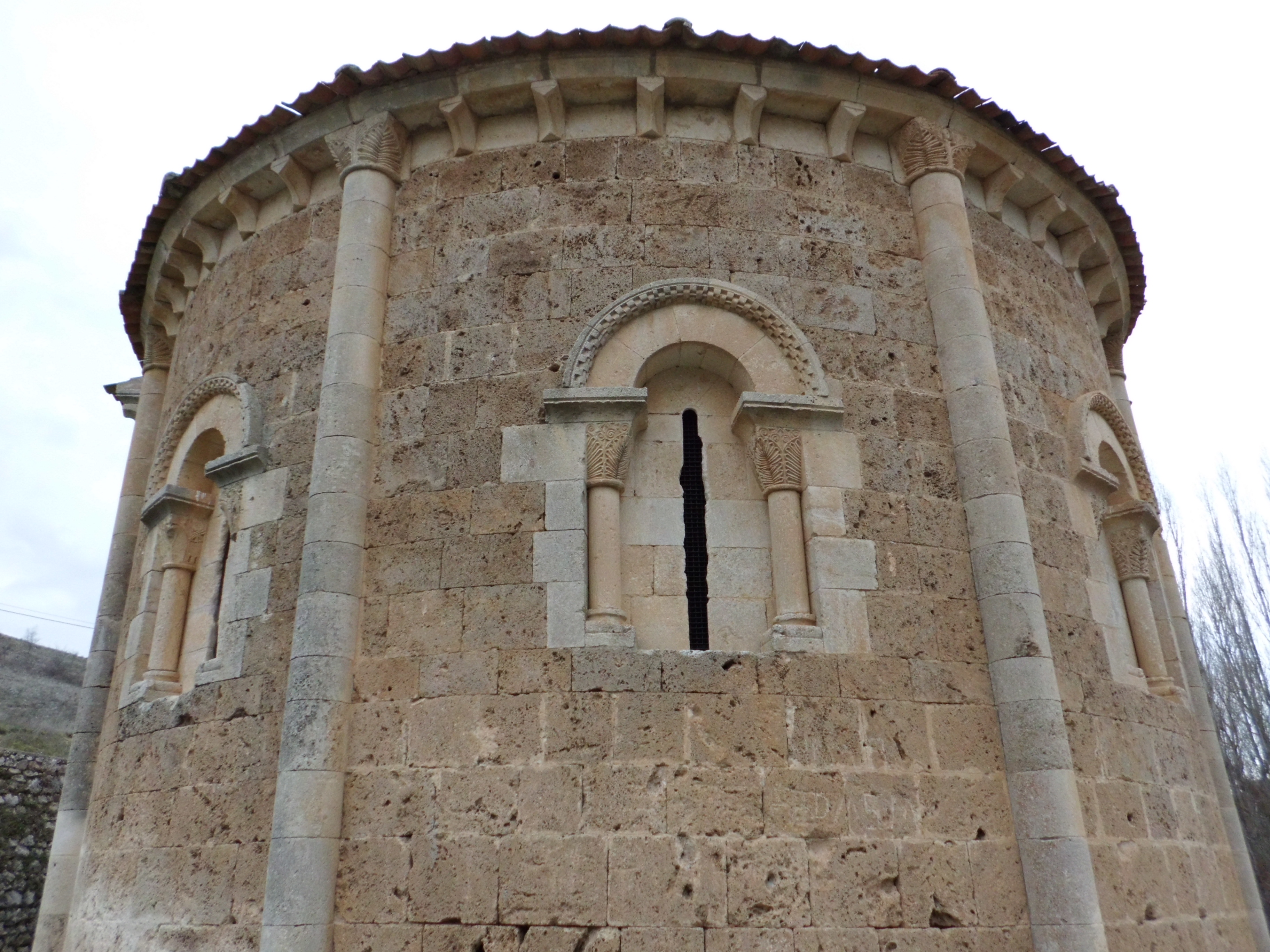
Ábside; se ven las columnas y las ventanas románicas
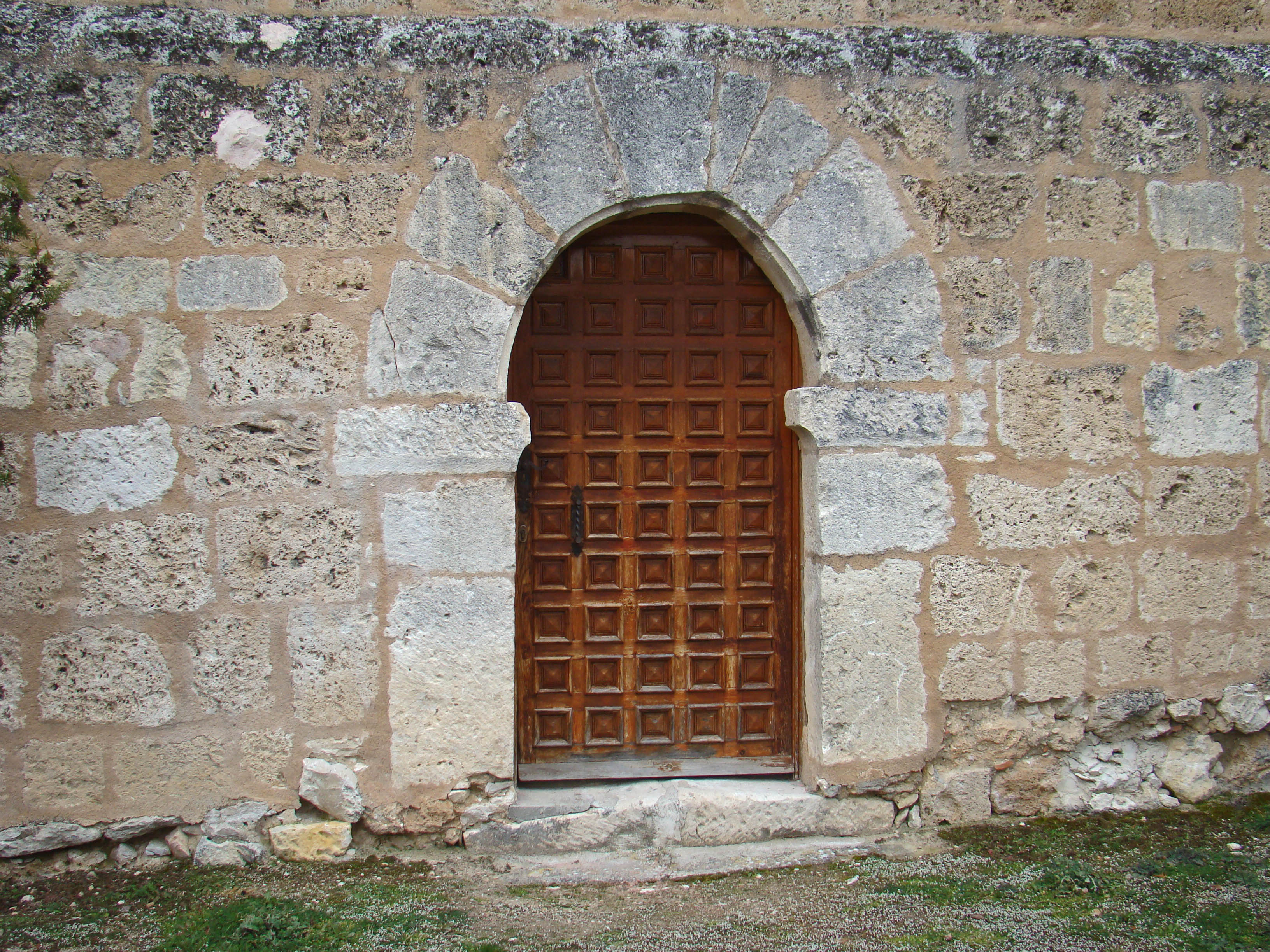
Puerta de acceso recuperada en la restauración. Muro oeste
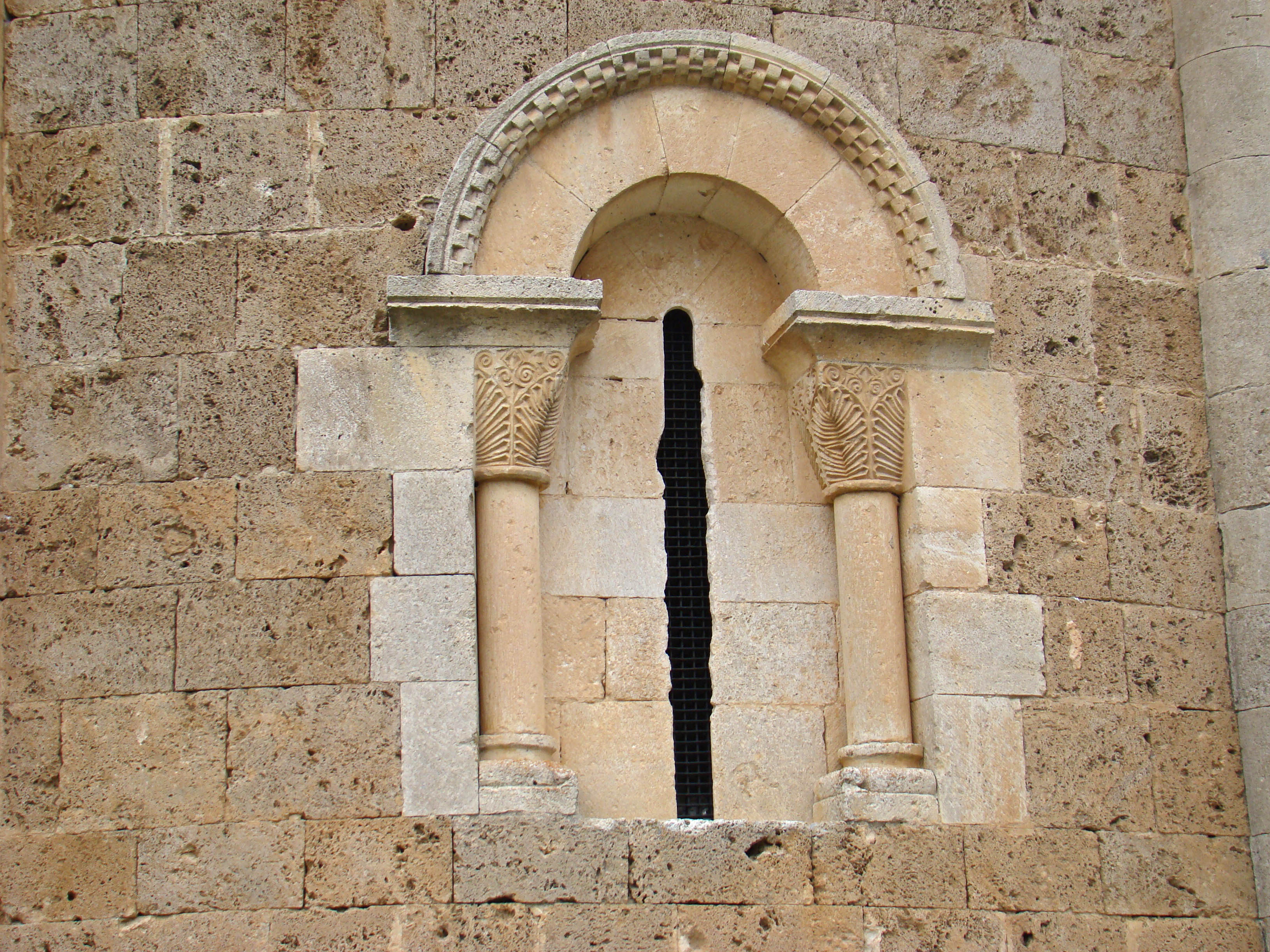
Ventana románica en el ábside. Se observa la chambrana ajedrezada

## Interior
En el interior el ábside está cubierto por bóveda esférica y de medio cañón en la parte recta del presbiterio, todo en piedra. Se repiten las cinco columnas con sus basas y capiteles y los tres arcos de las ventanas cuyos vanos dan luz al edificio. Las columnas de las ventanas se apoyan sobre una imposta ajedrezada que recorre toda la pared. Pegado al fondo hay un pequeño altar de piedra.